# Challenge Sprint Pro 2011
El Challenge Sprint Pro 2011 se disputó en Quebec (Canadá), el 8 de septiembre de 2011.
Se celebró el día antes del Gran Premio de Quebec, prueba perteneciente al UCI WorldTour. Cada equipo participante en el Gran Premio de Quebec escogió a un corredor, y también participaron 2 corredores canadienses clasificados en una prueba paralela al principio del día. 
Mediante eliminatorias 3 o 4 corredores, los 2 primeros de cada eliminatoria se clasificaron progresivamente hasta llegar a la final. Michael Mørkøv, del equipo Saxo Bank, batió en la final al español Enrique Sanz, Simon Clarke y Robert Hunter, respectivamente

## Participantes
| Los 18 participantes de los equipos UCI ProTeam                | Los 18 participantes de los equipos UCI ProTeam | Los 18 participantes de los equipos UCI ProTeam | Los 18 participantes de los equipos UCI ProTeam |
| Ciclista                                                       | Equipo                                          | Ciclista                                        | Equipo                                          |
| -------------------------------------------------------------- | ----------------------------------------------- | ----------------------------------------------- | ----------------------------------------------- |
| Sébastien Hinault                                              | Ag2r-La Mondiale                                | Danilo Wyss                                     | BMC Racing Team                                 |
| Romain Sicard                                                  | Euskaltel-Euskadi                               | Hayden Roulston                                 | HTC-Highroad                                    |
| Nikolay Trusov                                                 | Team Katusha                                    | Daniele Pietropolli                             | Lampre-ISD                                      |
| Ted King                                                       | Liquigas-Cannondale                             | Enrique Sanz                                    | Movistar Team                                   |
| Jürgen Roelandts                                               | Omega Pharma-Lotto                              | Simon Clarke                                    | Pro Team Astana                                 |
| Gerald Ciolek                                                  | QuickStep Cycling Team                          | Jos van Emden                                   | Rabobank Cycling Team                           |
| Michael Mørkøv                                                 | Saxo Bank Sungard                               | Jeremy Hunt                                     | Team Sky                                        |
| Peter Stetina                                                  | Garmin-Cervélo                                  | Fabian Wegmann                                  | Leopard-Trek                                    |
| Robert Hunter                                                  | Team Radioshack                                 | Wouter Mol                                      | Vacansoleil-DCM                                 |
| Los 4 participantes de los equipos Profesionales Continentales |                                                 |                                                 |                                                 |
| Zachary Bell                                                   | Team SpiderTech                                 | David Veilleux                                  | Team Europcar                                   |
| Dominique Rollin                                               | FDJ                                             | Leonardo Duque                                  | Cofidis                                         |
| Los 2 canadienses clasificados previamente                     |                                                 |                                                 |                                                 |
| Rémi Pelletier-Roy                                             | Garneau-Club Chaussures                         | Ben Chaddock                                    | Team Exergy                                     |

## Primera Ronda
| # | Ciclista       | Equipo       |
| - | -------------- | ------------ |
| 1 | Fabian Wegmann | Leopard Trek |
| 2 | Gerald Ciolek  | QuickStep    |
| 3 | Ben Chaddock   | Canadá 1     |

| # | Ciclista          | Equipo           |
| - | ----------------- | ---------------- |
| 1 | Robert Hunter     | Radioshack       |
| 2 | Sébastien Hinault | Ag2r La Mondiale |
| 3 | Peter Stetina     | Garmin-Cervélo   |

| # | Ciclista       | Equipo  |
| - | -------------- | ------- |
| 1 | Nikolai Trusov | Katusha |
| 2 | Leonardo Duque | Cofidis |
| 3 | Jeremy Hunt    | Sky     |

| # | Ciclista        | Equipo            |
| - | --------------- | ----------------- |
| 1 | Hayden Roulston | HTC-Highroad      |
| 2 | David Veilleux  | Europcar          |
| 3 | Romain Sicard   | Euskaltel-Euskadi |

| # | Ciclista         | Equipo             |
| - | ---------------- | ------------------ |
| 1 | Simon Clarke     | Astana             |
| 2 | Jürgen Roelandts | Omega Pharma-Lotto |
| 3 | Zachary Bell     | SpiderTech-C10     |

| # | Ciclista            | Equipo     |
| - | ------------------- | ---------- |
| 1 | Dominique Rollin    | FDJ        |
| 2 | Daniele Pietropolli | Lampre-ISD |
| 3 | Jos van Emden       | Rabobank   |

| # | Ciclista       | Equipo              |
| - | -------------- | ------------------- |
| 1 | Michael Mørkøv | Saxo Bank Sungard   |
| 2 | Wouter Mol     | Vacansoleil-DCM     |
| 3 | Ted King       | Liquigas-Cannondale |

| # | Ciclista           | Equipo     |
| - | ------------------ | ---------- |
| 1 | Enrique Sanz       | Movistar   |
| 2 | Rémi Pelletier-Roy | Canadá 2   |
| 3 | Danilo Wyss        | BMC Racing |

## Cuartos de final
| # | Ciclista       | Equipo       |
| - | -------------- | ------------ |
| 1 | Robert Hunter  | Radioshack   |
| 2 | Leonardo Duque | Cofidis      |
| 3 | Fabian Wegmann | Leopard Trek |
| 4 | David Veilleux | Europcar     |

| # | Ciclista          | Equipo           |
| - | ----------------- | ---------------- |
| 1 | Gerald Ciolek     | QuickStep        |
| 2 | Nikolai Trusov    | Katusha          |
| 3 | Sébastien Hinault | Ag2r La Mondiale |
| 4 | Hayden Roulston   | HTC-Highroad     |

| # | Ciclista           | Equipo          |
| - | ------------------ | --------------- |
| 1 | Simon Clarke       | Astana          |
| 2 | Rémi Pelletier-Roy | Canadá 2        |
| 3 | Wouter Mol         | Vacansoleil-DCM |
| 4 | Dominique Rollin   | FDJ             |

| # | Ciclista            | Equipo             |
| - | ------------------- | ------------------ |
| 1 | Michael Mørkøv      | Saxo Bank Sungard  |
| 2 | Enrique Sanz        | Movistar           |
| 3 | Jürgen Roelandts    | Omega Pharma-Lotto |
| 4 | Daniele Pietropolli | Lampre-ISD         |

## Semifinales
| # | Ciclista           | Equipo     |
| - | ------------------ | ---------- |
| 1 | Robert Hunter      | Radioshack |
| 2 | Enrique Sanz       | Movistar   |
| 3 | Rémi Pelletier-Roy | Canadá 2   |
| 4 | Gerald Ciolek      | QuickStep  |

| # | Ciclista       | Equipo            |
| - | -------------- | ----------------- |
| 1 | Michael Mørkøv | Saxo Bank Sungard |
| 2 | Simon Clarke   | Astana            |
| 3 | Leonardo Duque | Cofidis           |
| 4 | Nikolai Trusov | Katusha           |

## Final
| # | Ciclista       | Equipo     |
| - | -------------- | ---------- |
| 1 | Michael Mørkøv | Saxo Bank  |
| 2 | Enrique Sanz   | Movistar   |
| 3 | Simon Clarke   | Astana     |
| 4 | Robert Hunter  | RadioShack |